# Karl von Plehwe

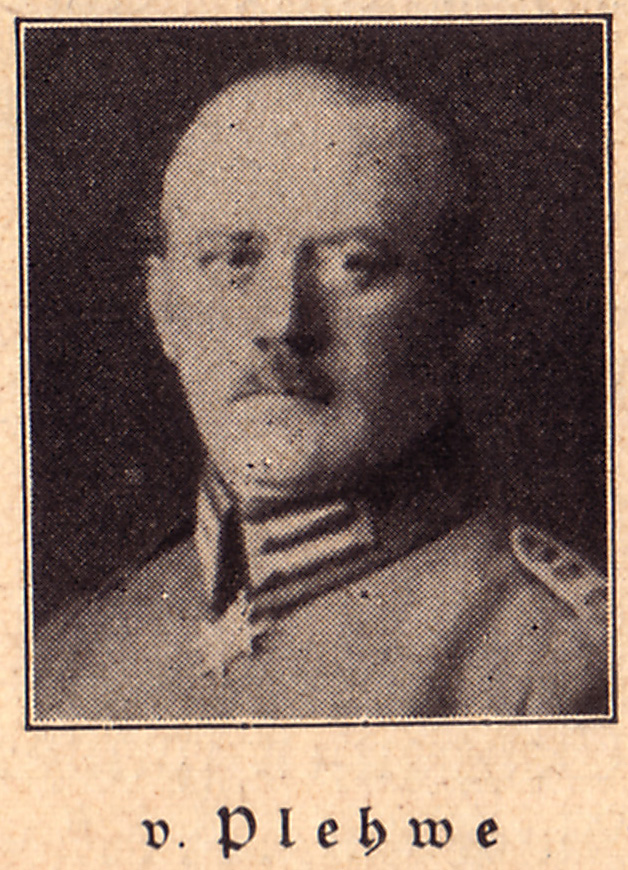
Hauptmann Karl von Plehwe

Karl Gustav von Plehwe (* 30. Juni 1877 in Memel; † 27. März 1958 in Espelkamp) war ein deutscher Offizier, Gutsherr sowie Abgeordneter der Deutschnationalen Volkspartei im Ostpreußischen Provinziallandtag.

## Leben

### Herkunft
Er entstammte einem ostpreußischen Adelsgeschlecht und war der Sohn des Kronsyndikus und Kanzlers im Königreich Preußen Karl Ludwig von Plehwe, Gutsherr des Rittergutes Dwarischken bei Schirwindt im Kreis Pillkallen und Mitglied des Preußischen Herrenhauses, und der Sophie von Goßler (1845–1879). Sein Großvater mütterlicherseits war der Kronsyndikus Karl Gustav von Goßler, Kanzler im Königreich Preußen.

### Militärlaufbahn
Plehwe trat am 17. März 1894 als Fähnrich in das 3. Garde-Regiment zu Fuß ein und wurde dort am 12. September 1895 zum Sekondeleutnant befördert. Am 18. April 1899 wurde er à la suite gestellt, für ein Jahr beurlaubt und dann zur Reserve entlassen. Im gleichen Jahr nahm Plehwe eine Tätigkeit in der Landwirtschaft auf und war von 1909 bis zum 26. Februar 1941 Gutsherr auf dem Familiengut Dwarischken.
Von 1913 bis 1918 war er Mitglied des Preußischen Abgeordnetenhauses; von 1921 bis 1932 gehörte er dem Preußischen Landtag an.
Mit Ausbruch des Ersten Weltkriegs und der Mobilmachung wurde Plehwe einberufen und zum Kompaniechef im 2. Garde-Reserve-Regiment ernannt. Ab 1. Oktober 1916 fungierte er dann als Bataillonskommandeur und erhielt zwei Monate später das Kommando über das Regiment.
Nach Kriegsende verblieb er weiterhin auf seinem Posten und wurde mit seinem Regiment im Grenzschutz Ost eingesetzt. Sehr bald verstärkte das Regiment dann im Baltikum als Freikorps „Plehwe“ die deutschen Truppen unter Führung von Rüdiger von der Goltz. Später trat der Verband der Freiwilligen Russischen Westarmee unter Führung von Pawel Bermondt-Awaloff bei.
1920 schied Plehwe aus dem Militärdienst aus und erhielt am 18. Januar 1921 den Charakter als Major verliehen. Für die Deutschnationale Volkspartei vertrat er über die ganze Dauer der Weimarer Republik den Wahlkreis  Gumbinnen (Pillkallen) im Ostpreußischen Provinziallandtag. Am 1. November 1936 zum Oberstleutnant der Reserve ernannt, erhielt Plehwe am 27. August 1939, dem sogenannten Tannenbergtag, den Charakter als Oberst der Reserve verliehen.
Im Juli 1944 floh er in den Westen.

### Familie
Plehwe heiratete in erster Ehe am 18. November 1905 auf Gut Abbarten bei Deutsch Wilten Berta von Alt-Stutterheim (* 25. Dezember 1879 auf Gut Abbarten; † 16. Dezember 1919 in Königsberg), die Tochter des Elimar von Alt-Stutterheim, Gutsherr auf Abbarten, und der Anna von Boddien. In zweiter Ehe heiratete er am 14. November 1922 auf Gut Sophienthal die 1918 verwitwete Erika von Alt-Stutterheim (* 21. Februar 1881 auf Gut Sophienthal; † nach 1956), die Tochter des preußischen Rittmeisters Fritz von Alt-Stutterheim, Gutsherr auf Sophienthal, und der Elisabeth von Stutterheim. Das Ehepaar hatte drei Kinder und lebte im Jahr 1956 in Espelkamp-Mittwald.

## Auszeichnungen
- Eisernes Kreuz (1914) II. und I. Klasse
- Ritterkreuz des Königlichen Hausordens von Hohenzollern mit Schwertern
- Pour le Mérite am 21. April 1918